# Tre Whyte
Tre Whyte (20 de octubre de 1993) es un deportista británico que compite en ciclismo en la modalidad de BMX. Ganó una medalla de bronce en el Campeonato Mundial de Ciclismo BMX de 2014, en la carrera masculina.

## Palmarés internacional
| Campeonato Mundial | Campeonato Mundial      | Campeonato Mundial | Campeonato Mundial |
| Año                | Lugar                   | Medalla            | Competición        |
| ------------------ | ----------------------- | ------------------ | ------------------ |
| 2014               | Róterdam (Países Bajos) | Medalla de bronce  | Carrera            |